# Valerie (preluare de Mark Ronson și Amy Winehouse)
Versiunea lui Mark Ronson și Amy Winehouse după șlagărul formației britanice The Zutons „Valerie” a fost lansată pe disc single în octombrie 2007.

## Lista pieselor
CD single
1. "Valerie"
2. "Valerie" (Baby J Remix)
3. "Valerie" (The Count & Sinden Remix)
4. "California" (Live from Wireless Festival)

## Clasamente
| Clasamentul   | Cea mai înaltă poziție |
| ------------- | ---------------------- |
| Regatul Unit  | 2                      |
| Germania      | 3                      |
| Irlanda       | 3                      |
| Elveția       | 4                      |
| Austria       | 5                      |
| Portugalia    | 16                     |
| Belgia        | 18                     |
| Noua Zeelandă | 29                     |
| Bulgaria      | 31                     |
| Australia     | 34                     |